# سرباس ادمنیتر
سرباس ادمنیتر (نام علمی: Sorbus admonitor) نام یک گونه از سرده غبیرا است.